# GENESIS (software)
GENESIS (The GEneral NEural SImulation System) es un ambiente de simulación para la creación de modelos realistas de sistemas neurobiológicos en diferentes escalas, desde procesos subcelulares, neuronas individuales, redes de neuronios hasta sistemas neurales.